# Rio do Cedro
Rio do Cedro är ett vattendrag i Brasilien.   Det ligger i delstaten Santa Catarina, i den södra delen av landet, 1 400 km söder om huvudstaden Brasília.
Omgivningarna runt Rio do Cedro är en mosaik av jordbruksmark och naturlig växtlighet. Runt Rio do Cedro är det tätbefolkat, med 276 invånare per kvadratkilometer.